# Cerámica técnica

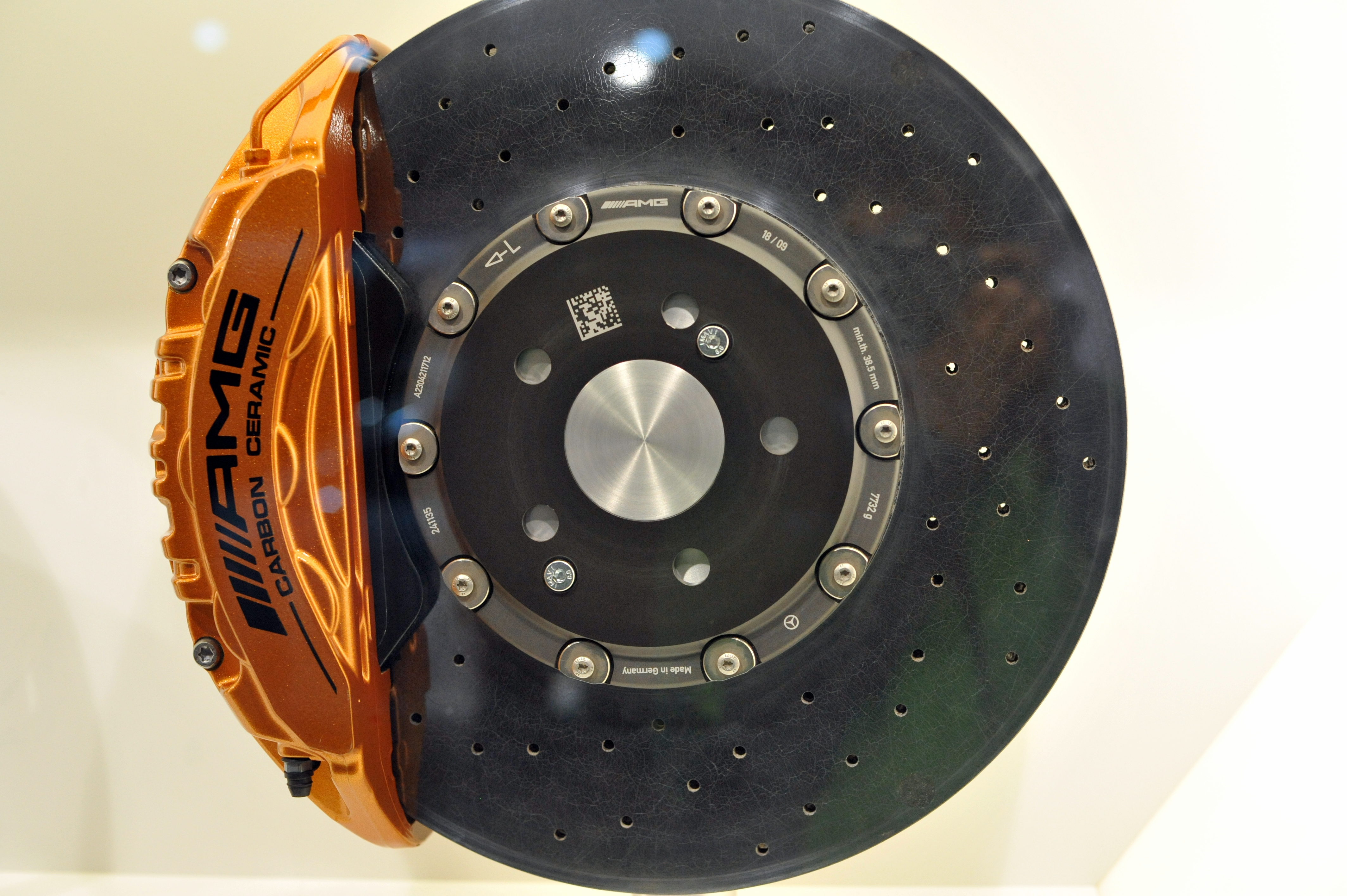
Freno de disco carbono-cerámico de un Mercedes-AMG, en el Salón del Automóvil de Ginebra de 2011

La cerámica técnica se ocupa de la utilización de materiales cerámicos en aplicaciones tecnológicas. La  palabra cerámica deriva del vocablo griego keramos, cuya raíz sánscrita significa "quemar". En su sentido estricto se refiere a la arcilla en todas sus formas. Sin embargo, el uso moderno de este término incluye a todos los materiales inorgánicos no metálicos que se forman por acción del calor (ver sinterización).
Hasta los años 1950-65, los materiales más importantes fueron las arcillas tradicionales, utilizadas en alfarería, ladrillos, azulejos y similares, junto con el cemento y el vidrio. El arte tradicional de la cerámica se describe en alfarería. También puede buscarse la historia del rakú, singular técnica milenaria oriental.
Históricamente, los productos cerámicos han sido duros, porosos y frágiles. El estudio de la cerámica consiste en una gran extensión de métodos para mitigar estos problemas y acentuar las potencialidades del material, así como ofrecer usos no tradicionales. Esto también se ha buscado incorporándolas a materiales compuestos como es el caso de los cermets, que combinan materiales metálicos y cerámicos.

## Ejemplos de materiales cerámicos
- Nitruro de silicio (Si3N4), utilizado como polvo abrasivo.
- Carburo de boro (B4C), usado en algunos helicópteros y cubiertas de tanques.
- Carburo de silicio (SiC), empleado en hornos de microondas, en abrasivos y como material refractario.
- Diboruro de magnesio (MgB2), es un superconductor no convencional.
- Óxido de zinc (Zn4O), un semiconductor.
- Ferrita (Fe3O4) es utilizado en núcleos de transformadores magnéticos y en núcleos de memorias magnéticas.
- Esteatita, utilizada como un aislante eléctrico.
- Óxido de uranio (UO2), empleado como combustible en reactores nucleares
- Óxido de itrio, bario y cobre (YBa2Cu3O7-x), superconductor de alta temperatura.
- talio-bario-calcio

## Propiedades mecánicas de la cerámica
Los materiales cerámicos son generalmente frágiles o vidriosos. Casi siempre se fracturan ante esfuerzos de tensión y presentan poca elasticidad, dado que tienden a ser materiales porosos. Los poros y otras imperfecciones microscópicas actúan como entallas o concentradores de esfuerzo, reduciendo la resistencia a los esfuerzos mencionados.
El módulo de elasticidad alcanza valores bastante altos del orden de 311 GPa en el caso del carburo de titanio (TiC). El valor del módulo de elasticidad depende de la temperatura, disminuyendo de forma no lineal al aumentar ésta.
Estos materiales muestran deformaciones plásticas. Sin embargo, debido a la rigidez de la estructura de los componentes cristalinos hay pocos sistemas de deslizamientos para dislocaciones de movimiento y la deformación ocurre de forma muy lenta. Con los materiales no cristalinos (vidriosos), la fluidez viscosa es la principal causa de la deformación plástica, y también es muy lenta. Aun así, es omitido en muchas aplicaciones de materiales cerámicos.
Tienen elevada resistencia a la compresión si la comparamos con los metales incluso a temperaturas altas de hasta 1500 °C (2732 °F). Bajo cargas de compresión las grietas incipientes tienden a cerrarse, mientras que bajo cargas de tracción o cizalladura las grietas tienden a separarse, dando lugar a la fractura. 
Los valores de tenacidad de fractura en los materiales cerámicos son muy bajos, apenas sobrepasan el valor de 1 MPa.m1/2, valores que pueden ser aumentados considerablemente mediante métodos como el reforzamiento mediante fibras o la transformación de fase en circonia.
Una propiedad importante es el mantenimiento de las propiedades mecánicas a altas temperaturas. Su gran dureza los hace un material ampliamente utilizado como abrasivo y como puntas cortantes de herramientas.

## Comportamiento refractario

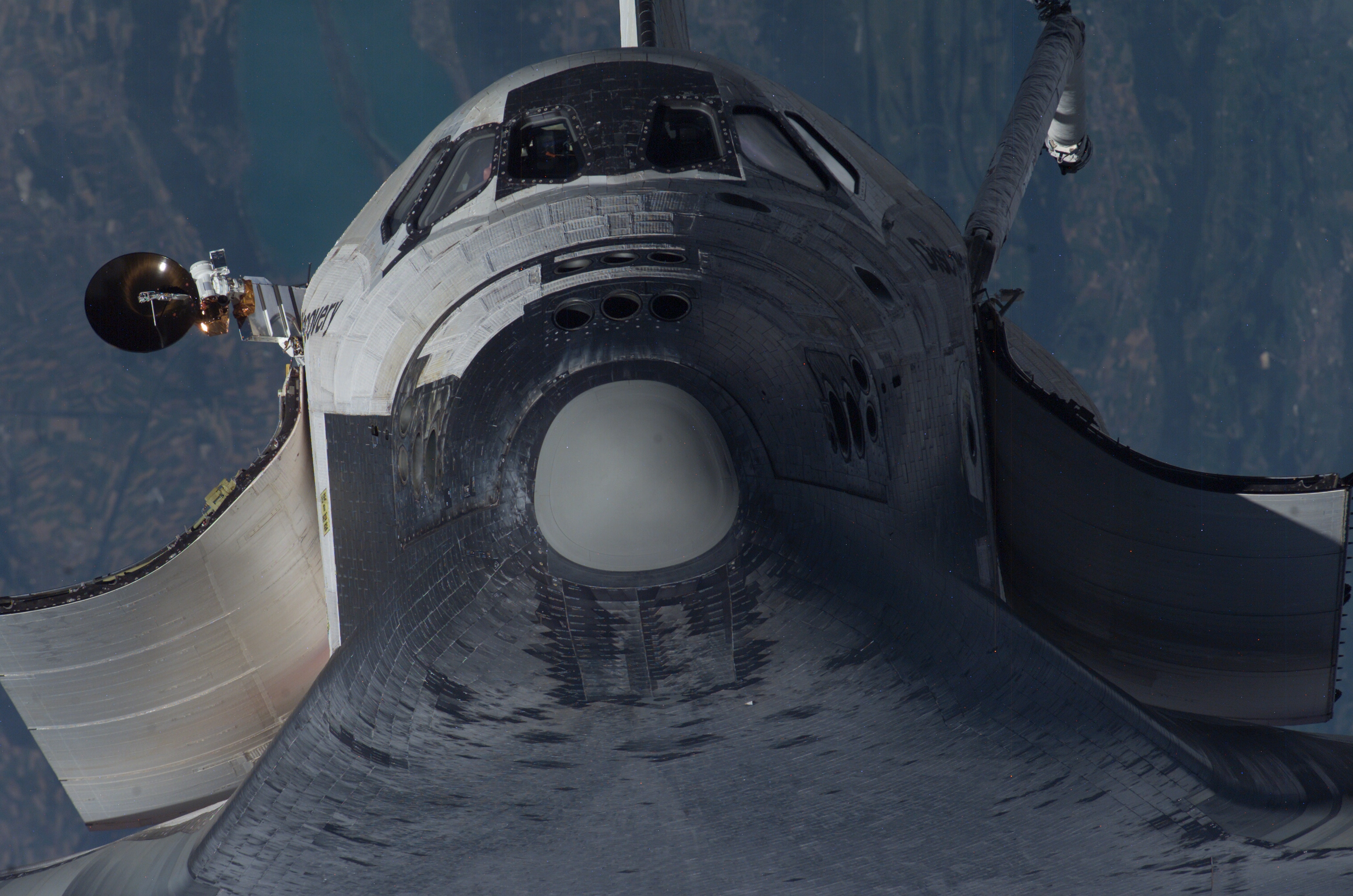
Protección térmica del transbordador espacial.

Algunos materiales cerámicos pueden soportar temperaturas extremadamente altas sin perder su solidez. Son los denominados materiales refractarios. Generalmente tienen baja conductividad térmica por lo que son empleados como aislantes. Por ejemplo, partes de los cohetes espaciales son construidos de azulejos cerámicos que protegen la nave de las altas temperaturas causadas durante la entrada a la atmósfera.
Por lo general los materiales cerámicos presentan un buen comportamiento a alta temperatura mientras que pueden sufrir roturas por choque térmico a temperaturas inferiores.
- Termofluencia: La conservación de las propiedades mecánicas a altas temperaturas toma gran importancia en determinados sectores como la industria aeroespacial. Los materiales cerámicos poseen por lo general una buena resistencia a la termofluencia. Esto es debido principalmente a dos factores en el caso de cerámicos cristalinos: altos valores de temperatura de fusión y elevada energía de activación para que comience la difusión.

- Choque térmico: Se define como la fractura de un material como resultado de un cambio brusco de temperatura. Esta variación repentina da lugar a tensiones superficiales de tracción que llevan a la fractura. Entre los factores que condicionan la resistencia al choque térmico toma gran importancia la porosidad del material. Al disminuir la porosidad (aumentar la densidad) la resistencia al choque térmico y las características de aislamiento se reducen, mientras que la resistencia mecánica y la capacidad de carga aumentan. Muchos materiales son usados en estados muy porosos y es frecuente encontrar materiales combinados: una capa porosa con buenas propiedades de aislamiento combinada con una delgada chaqueta de material más denso que provee resistencia, pero no se pueden realizar contrastes específicos.

Tal vez sea sorprendente que estos materiales puedan ser usados a temperaturas en donde se licúan parcialmente. Por ejemplo, los ladrillos refractarios de dióxido de silicio (SiO2), usados para recubrir hornos de fundición de acero, trabajan a temperaturas superiores a 1650 °C (3002 °F), cuando algunos de los ladrillos comienzan a licuarse. Diseñados para esa función, una situación sin sobresaltos requiere un control responsable sobre todos los aspectos de la construcción y uso.

## Comportamiento eléctrico
Una de las áreas de mayores progresos con la cerámica es su aplicación a situaciones eléctricas, donde pueden desplegar un sorprendente conjunto de propiedades.

### Aislamiento eléctrico y comportamiento dieléctrico
La mayoría de los materiales cerámicos no son conductores de cargas móviles, por lo que no son conductores de electricidad. Esto se debe a que los enlaces iónico y covalente restringen la movilidad iónica y electrónica, es decir, son buenos aislantes eléctricos. Cuando son combinados con fuerza, permite usarlos en la generación de energía y transmisión.
Las líneas de alta tensión son generalmente sostenidas por torres de transmisión que contienen discos de porcelana, los cuales son lo suficientemente aislantes como para resistir rayos y tienen la resistencia mecánica apropiada como para sostener los cables.
Una subcategoría del comportamiento aislante es el dieléctrico. Un material dieléctrico mantiene el campo eléctrico a través de él, sin inducir pérdida de energía. Esto es muy importante en la construcción de condensadores eléctricos.
La cerámica dieléctrica es usada en dos áreas principales: la primera es la pérdida progresiva de dielectricidad de alta frecuencia, usada en aplicaciones tales como microondas y radio transmisores; la segunda, son los materiales con alta dielectricidad constante (ferroeléctricos). Aunque la cerámica dieléctrica es inferior frente a otras opciones para la mayoría de los propósitos, generalmente ocupa estos dos dichos muy bien.

### Superconductividad
Bajo ciertas condiciones, tales como temperaturas extremadamente bajas, algunas cerámicas muestran superconductividad. La razón exacta de este fenómeno no es conocida, aunque se diferencian dos conjuntos de cerámica superconductora.
El compuesto estequimétrico YBa2Cu3O7-x, generalmente abreviado YBCO o 123, es particularmente muy conocido porque es fácil de hacer, su manufactura no requiere ningún material particularmente peligroso y tiene una transición de temperatura de 90 K (lo que es superior a la temperatura del nitrógeno líquido, 77 K). La x de la fórmula se refiere al hecho que debe ser ligeramente deficiente en oxígeno, con un x por lo general cercano a 0.3.
El otro conjunto de cerámicas superconductoras es el diboruro de magnesio. Sus propiedades no son particularmente destacables, pero son químicamente muy distintos a cualquier otro superconductor en que no es un complejo de óxido de cobre ni un metal. Debido a esta diferencia se espera que el estudio de este material conduzca a la interiorización del fenómeno de la superconductividad.

### Semiconductividad
Hay cierto número de cerámicas que son semiconductivas. La mayoría de ellas son óxidos de metales de transición que son semiconductores de tipos II-IV, como el óxido de zinc.
La cerámica semiconductora es empleada como sensor de gas. Cuando varios gases son pasados a través de una cerámica policristalina, su resistencia eléctrica cambia. Ajustando las posibles mezclas de gas, se pueden construir sensores de gas sin demasiado costo.

### Ferroelectricidad, piezoelectricidad y piroelectricidad
Un material ferroeléctrico es aquel que espontáneamente posee una polarización eléctrica cuyo sentido se puede invertir mediante aplicación de un campo eléctrico externo suficientemente alto (histéresis ferroeléctrica). Estos materiales exhiben múltiples propiedades derivadas de su polarización espontánea, en ausencia de un campo eléctrico externo, y de la posibilidad de su inversión (memorias de ordenador). La polarización espontánea puede modificarse mediante campos eléctricos (electrostricción) o de tensiones mecánicas (piezoelectricidad) externos y mediante variaciones de la temperatura (piroelectricidad). La polarización espontánea y su capacidad de modificación es también el origen de la alta constante dieléctrica o permitividad de los ferroeléctricos, que tiene aplicación en condensadores.
Un material piezoeléctrico es aquel que, debido a poseer una polarización espontánea, genera un voltaje cuando se le aplica presión o, inversamente, se deforma bajo la acción de un campo eléctrico. Cuando el campo eléctrico aplicado es alterno, este produce una vibración del piezoeléctrico. Estos materiales encuentran un rango amplio de aplicaciones, principalmente como sensores —para convertir un movimiento en una señal eléctrica o viceversa—. Están presentes en micrófonos, generadores de ultrasonido y medidores de presión. Todos los ferroeléctricos son piezoeléctricos, pero hay muchos piezoeléctricos cuya polarización espontánea puede variar pero no es invertible y, en consecuencia, no son ferroeléctricos.
Un material piroeléctrico desarrolla un campo eléctrico cuando se calienta. Algunas cerámicas piroeléctricas son tan sensibles que pueden detectar cambios de temperatura causados por el ingreso de una persona a un cuarto (aproximadamente 40 microkelvin). Tales dispositivos no pueden medir temperaturas absolutas, sino variaciones de temperatura y se utilizan en visión nocturna y detectores de movimiento.

## Procesado de materiales cerámicos
Las cerámicas no cristalinas (vidriosas) suelen ser formadas de fundiciones. El vidrio es formado por cualquiera de los siguientes métodos: soplado, prensado, laminado, estirado, colado o flotado y galvanizado. 
Los materiales cerámicos cristalinos no son susceptibles de un variado rango de procesado. Los métodos empleados para su manejo tienden a fallar en una de dos categorías -hacer cerámica en la forma deseada, pro reacción in situ, o por formación de polvos en la forma deseada, y luego sinterizados para formar un cuerpo sólido. Algunos métodos usados son un híbrido de los dos métodos mencionados.

### Manufacturain situ
El uso más común de este método es en la producción de cemento y concreto. Aquí, los abrasivos deshidratados son mezclados con agua. Esto da comienzo a las reacciones de la hidratación, las cuales resultan en cristales grandes, interconectados formándose alrededor de los agregados. Pasado un tiempo, esto resulta en una cerámica sólida.
El mayor problema con este método es que la mayoría de las reacciones son tan rápidas que no es posible hacer una buena mezcla, lo que tiende a impedir la construcción en gran escala. Sin embargo, los sistemas a pequeña escala pueden ser realizados mediante técnicas de depósito, en donde los diferentes materiales son introducidos sobre un sustrato, donde se produce la reacción y la cerámica se forma sobre este sustrato.

### Conformado de los polvos
El objetivo principal del conformado es dar forma y consistencia a la masa de polvos que dé lugar a un aumento de la densidad y, por lo tanto, a una mejora de las propiedades mecánicas.
Existen dos formas de realizar el conformado: mediante la aplicación de presión y temperaturas elevadas. Con la aplicación de presión y temperatura, el proceso es similar a si no aplicásemos altas temperaturas, pero obtenemos productos más densos y homogéneos a la vez que ahorramos materias primas.
- Prensado uniaxial: (en caliente o en frío). Consiste en la aplicación de presión en una única dirección hasta conseguir la compactación de los polvos cerámicos. La pieza así conformada tendrá la forma de la matriz y las superficies con las que se aplica la presión.
- Prensado isostático en caliente o en frío. Consiste en compactar los polvos encerrándolos herméticamente en moldes elásticos típicamente de goma, látex o PVC, aplicándoles presión hidrostática mediante un fluido que puede ser agua o aceite. El fundamento de este proceso es el principio de Pascal, de este modo conseguimos compactar uniformemente y en todas las direcciones el material.
- Slip Casting: Se fundamenta en el moldeo por barbotina de la cerámica tradicional, mediante el cual obtenemos piezas de espesores pequeños utilizando moldes porosos.

### Métodos basados en la sinterización
Los principios de los métodos basados en la sinterización son sencillos: Una vez que la materia prima es acondicionada para su procesamiento (hornada), es introducida en el horno, con lo que el proceso de difusión compacta a la materia prima.
Los poros se achican, resultando un producto más denso y fuerte. El quemado se hace a una temperatura por debajo del punto de derretimiento de la cerámica. Siempre queda alguna porosidad, pero la verdadera ventaja de este método es que la hornada puede ser producida de cualquier modo imaginable, e incluso puede ser sinterizado. Esto lo hace una ruta muy versátil.
Existen miles de posibles refinamientos de este proceso. Algunos de los más comunes involucran presionar la hornada para darle la densidad, la quema reduce el tiempo de sinterización necesario. A veces, se añaden elementos orgánicos junto a la hornada, que son disueltos durante la quema.
Algunas veces, se agregan lubricantes orgánicos durante el proceso para incrementar la densidad. No es raro combinarlos, agregando materia orgánica y lubricantes a una hornada, y luego presionar. (la formulación de estos aditivos químico orgánicos es un arte en sí mismo). Esto es particularmente importante en la manufactura de cerámica de alto rendimiento, tales como las usadas para la electrónica, en condensadores, inductores, sensores, etc. 
Puede realizarse una mezcla de componentes en vez de usar un solo polvo, y luego verterlo en el molde deseado, dejándolo secar y luego sinterizarlo. De hecho, en la alfarería tradicional es hecho de esta forma, usando una mezcla plástica que es trabajada con las manos.
Si una mezcla de materiales diferentes componentes es utilizada en una cerámica, algunas veces la temperatura de sinterización es mayor a la temperatura de fundición de alguno de sus componentes (fase líquida de sinterización). Esto genera un período más corto de sinterización comparado con el estado sólido sinterizado.

## Otras aplicaciones de la cerámica
Hace un par de décadas, Toyota investigó la producción de un motor cerámico el cual puede funcionar a temperaturas superiores a 3300 °C (5972 °F). Los motores cerámicos no requieren sistemas de ventilación y por lo tanto permiten una mayor reducción en el peso, y con esto, una mayor eficiencia en el uso de combustible. La eficiencia en el uso de combustible de un motor es también superior a más alta temperatura. En un motor metálico convencional, mucha de la energía generada desde la combustión debe ser derrochada como calor para prevenir la fundición de las partes metálicas. 
A pesar de todas estas propiedades deseables, tales motores no están en producción porque la manufactura de partes cerámicas es muy dificultosa. Las imperfecciones en la cerámica conducen a quiebras y rompimientos. Dichos motores son factibles en investigaciones de laboratorio, pero las dificultades actuales sobre la manufactura impiden su producción en masa.

## Nuevos materiales cerámicos
- Generalmente identificada con el mundo artístico, la cerámica es un material muy noble con aplicaciones en más áreas de las que se conocen. Es por esto que un grupo de científicos del Instituto Balseiro de la Universidad —con sede en Bariloche—, desarrolló tecnologías para obtener cerámicos (vítreos o vitrocerámicos) en estado monolítico o capas finas, según el caso, con funcionalidades específicas en el ámbito de la salud y de la energía. Respecto de la salud, la investigación desarrolló microesferas de vidrio radiactivas que se traban en el hígado, cerca de los tumores y que reciben la radiación que se desprende desde ella. Pero esas microesferas también pueden ser utilizadas en odontología, en la adhesión de restauraciones de inserción rígida, totalmente cerámicas, según detalló a Argentina Investiga Alejandro Fernández,[cita requerida] codirector del proyecto. En tanto, para el área de energía, se centraron en el desarrollo de cerámicos para la construcción de celdas de combustible capaces de convertir, en forma eficiente y limpia, energía química en energía eléctrica.
- Los ladrillos cerámicos impresos en 3D, constituyen un nuevo material que permite realizar construcciones personalizadas y únicas como muros, columnas e incluso para la construcción a gran escala.  Los ladrillos se fabrican aproximadamente entre 15 a 20 minutos y, una vez que están duros, se pueden apilar para dar lugar a la construcción de muros, columnas y bóvedas. Quien quiera implementar en la construcción con estos ladrillos 3D pueden llevar las impresoras 3D portátiles al sitio de la construcción y allí mismo crear los materiales para la construcción.  Este tipo de impresiones brinda la posibilidad, al arquitecto y al contratista, de realizar cientos de ladrillos estándar o personalizados, satisfaciendo los gustos de las personas más exigentes.
- El mecanizado por descarga eléctrica (EDM) es un proceso utilizado para el mecanizado de metales duros y limitado a los materiales conductores de la electricidad. A pesar de sus limitaciones, permite producir con precisión piezas pequeñas de formas raras.  La aplicación del EDM a piezas de cerámica requiere el desarrollo de nuevos materiales cerámicos electroconductores y la integración de una tecnología de proceso EDM adaptada para las cerámicas.  Con la aparición de la nanotecnología, los investigadores han descubierto que nanopolvos formados por partículas de escala atómica y molecular mejoran las propiedades mecánicas de los productos cerámicos a los que se incorporan.